# ティフアナ・カルテル
ティフアナ・カルテル（スペイン語: Cártel de Tijuana）は、メキシコの犯罪組織、麻薬カルテル。

## 概要
アメリカ合衆国との国境にほど近いバハ・カリフォルニア州のティフアナを中心として、バハ・カリフォルニア・スル州そしてアメリカ領カリフォルニアも含めた地域を勢力圏としている。アルジャノ・フェリクス・ファミリーのカルテルであるティフアナ・カルテルは、一度はメキシコで最も強い勢力の一つとなったが、数人のマフィアの頭が逮捕されて困難に陥った。ティフアナ・カルテルはガルフ・カルテルと短期間の同盟を結んだ。それは、頻繁にメキシコの軍事衝突の標的となり、より小さなグループに浸透しているかもしれない。伝えられるところによれば2003年にティフアナ・カルテルはオアハカ・カルテルと協力関係を結んだ。

## 事件
- 2013年10月、メキシコのリゾート地であるロス・カボスで最高幹部のフランシスコ・ラファエル・アルジャーノ・フェリックスが、 ピエロに扮した人物に射殺された殺人事件が発生した。